# Fulókércs
Fulókércs este un sat în districtul Encs, județul Borsod-Abaúj-Zemplén, Ungaria, având o populație de 388 de locuitori (2011). 

## Demografie
Componența etnică a satului Fulókércs
     Maghiari (71,54%)
     Romi (28,46%)
Componența confesională a satului Fulókércs
     Romano-catolici (50%)
     Greco-catolici (20,1%)
     Reformați (15,21%)
     Fără religie (4,38%)
     Necunoscută (10,31%)
Conform recensământului din 2011, satul Fulókércs avea 388 de locuitori. Din punct de vedere etnic, majoritatea locuitorilor (71,54%) erau maghiari, cu o minoritate de romi (28,46%). Nu există o religie majoritară, locuitorii fiind romano-catolici (50,0%), greco-catolici (20,1%), reformați (15,21%) și persoane fără religie (4,38%). Pentru 10,31% din locuitori nu este cunoscută apartenența confesională.